# Síndrome de Beckwith-Wiedemann
A Síndrome de Beckwith-Wiedemann é uma síndrome que altera o padrão de crescimento de determinados órgãos do corpo humano.